# Calendarul gregorian

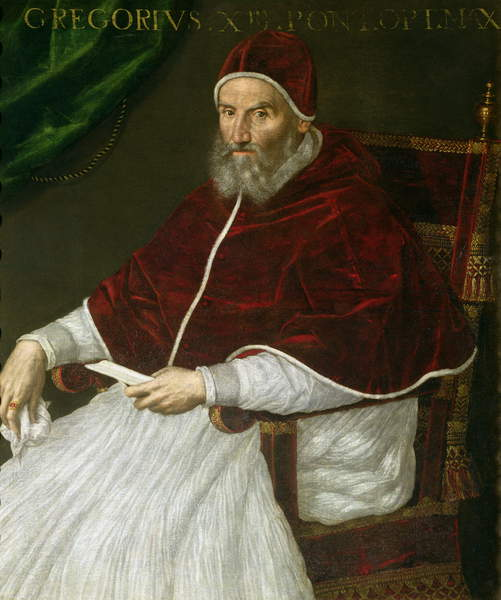
Papa Grigore al XIII-lea

Calendarul gregorian este varianta de calendar cu cea mai mare răspândire. Este o modificare a calendarului care l-a precedat în lumea creștină,  cel iulian, efectuată în baza unei bule papale din anul 1582. În România calendarul gregorian a fost adoptat în anul 1919. Pentru perioada în curs (până în anul 2100) corectura față de data "în stil vechi" (iulian) constă în adăugarea a 13 zile (de ex. 10 mai "în stil vechi" = 23 mai "în stil nou").
Modificare a calendarului iulian a fost realizată în conformitate cu propunerea medicului și astronomului  calabrez Luigi Lilio, care a participat la comisia prezidată de profesorul astronom iezuit Christophorus Clavius de la  Colegiul Roman, împreună cu matematicianul și astronomul sicilian Giuseppe Scala și matematicianul și astronomul perugian Ignazio Danti. Modificarea a fost aprobată și decretată prin bula papală Inter gravissimas de Grigore al XIII-lea (al cărui nume l-a primit acest calendar) la 24 februarie 1582.
Introducerea calendarului gregorian a fost necesară deoarece, în cazul calendarului iulian, anul mediu era ceva mai lung decât anul astronomic, făcând ca echinocțiul de primăvară să se mute ușor înapoi în anul calendaristic.

## Istorie

### Stabilirea calendarului gregorian
Motivul Bisericii Catolice pentru ajustarea calendarului era acela de a sărbători Paștele la data  stabilită la Primul conciliu de la Niceea în anul 325. Deși unul din canoanele conciliului impunea ca toate Bisericile creștine să sărbătorească Paștele în aceeași zi, în realitate aceasta nu s-a întâmplat. Biserica Alexandriei sărbătorea Paștele în sâmbăta după sau în a 14-a zi după luna plină care cădea după echinocțiul de primăvară, pe care l-au stabilit pe 21 martie. Însă Biserica Romei considera că echinocțiul cădea pe 25 martie și folosea altă zi de sărbătorire. Din secolul al X-lea toate bisericile (cu excepția a câteva de la granița Imperiului Bizantin), au adoptat Paștele alexandrin, care plasa încă echinocțiul pe 21 martie. Deși călugărul britanic Beda Venerabilul notase deja schimbarea datei în 725, ea a continuat să se schimbe chiar în secolul al XVI-lea.
Mai mult, numărarea fazelor lunii care erau folosite ca să calculeze Paștele erau fixate pe calendarul iulian după un ciclu de 19 ani. Aceasta era o aproximație care dădea o eroare de o zi la 310 ani. Astfel, până în secolul al XVI-lea se acumulase o diferență de 4 zile.
O rezolvare a problemei s-a găsit prin definirea unei reguli: anii divizibili prin 100 vor fi ani bisecți numai dacă sunt divizibili și prin 400. Astfel, în ultimul mileniu, anii 1600 și 2000 au fost bisecți, dar 1700, 1800 și 1900 nu au fost. În acest mileniu, anii 2100, 2200, 2300 și 2500 nu vor fi ani bisecți, în timp ce anul 2400 va avea această calitate.
Când a început folosirea noului calendar, pentru a corecta eroarea acumulată în 13 secole care trecuseră de la Conciliul din Niceea, s-a trecut la ștergerea a 10 zile din calendarul solar. Ultima zi a calendarului iulian a fost 4 octombrie 1582 și a fost urmată de prima zi a calendarului gregorian, 15 octombrie 1582. Totuși, datele de "5 octombrie 1582" până la "14 octombrie 1582" (inclusiv) sunt încă valide în aproape toate țările, deoarece cea mai mare parte a țărilor catolice n-a adoptat noul calendar la data specificată în bula papală, ci doar câteva luni sau chiar câțiva ani mai târziu (ultima în 1587). Ziua Anului Nou fusese deja standardizată în toată Europa Occidentală pe 1 ianuarie încă de la sfârșitul secolului al XV-lea și începutul secolului al XVI-lea, inclusiv în țările care deveniseră protestante între timp, precum erau Germania, Suedia și Anglia. Totuși, deși în Anglia ziua de 1 ianuarie a fost numită ziua Anului Nou, schimbarea numărului anului s-a făcut pe 25 martie - Lady Day (Bunavestire) până în 1752. (În Scoția s-a adoptat ziua de 1 ianuarie ca zi a Anului Nou doar în 1600, în condițiile în care s-a continuat folosirea calendarului iulian).
Uneori este necesar să se indice până și faptul că anii au două denumiri diferite datorită schimbării zilei de început a anului. De exemplu: "10 februarie/21 februarie 1751/1752".  Această confuzie apare datorită faptului că Biserica și Statul au folosit de cele mai multe ori sisteme diferite de calendare.
Ciclul de 19 ani folosit pentru calendarul lunar a trebuit corectat cu 1 zi la fiecare 300 sau 400 de ani, (de 8 ori în 2500 ani), împreună cu corecțiile necesare aplicate anilor care nu mai sunt bisecți, (1700, 1800, 1900, 2100 etc). De fapt, în felul acesta s-a introdus o nouă metodă de calculare a zilei Paștelui.

### Adoptarea calendarului de către statele necatolice
Foarte puține țări au adoptat noul calendar pe 15 octombrie 1582. A fost vorba de Italia, principatele catolice ale Sfântului Imperiu Roman, Polonia, Spania și Portugalia. Țările ne-catolice nu au fost de acord cu adoptarea reformei calendarului. Anglia, Scoția, ca și restul Imperiului Britanic (inclusiv coloniile care fac parte din ceea ce este acum SUA), nu au adoptat calendarul gregorian până în 1752, moment în care a fost nevoie de o corecție de 11 zile, (2 septembrie 1752 a devenit 14 septembrie 1752). În Imperiul Britanic s-au dat legi speciale pentru ca nu cumva să existe neînțelegeri cu privire la data plăților anuale sau lunare stabilite conform calendarului iulian.
Danemarca, Norvegia și zonele protestante ale Germaniei au adoptat noul calendar solar în 1700, datorită influenței astronomului danez Ole Rømer, dar nu au adoptat și schimbările făcute anului lunar. În loc de aceasta, ei au hotărât să calculeze ziua Paștelui folosind momentul echinocțiului și fazele lunii conform Tabelelor Rudolphine ale lui Kepler din 1627. Ei au adoptat schimbarea făcută anului lunar doar în 1776.
În cazul Suediei, trecerea la calendarul gregorian a fost un proces gradual. S-a început schimbarea în 1700, dar s-a decis să se facă ajustarea cu 11 zile prin excluderea unei zile din anii bisecți (ziua de 29 februarie) din 1700 până în 1740. În acest timp, nu numai că în Suedia calendarul era în dezacord atât cu cel iulian cât și cu cel gregorian pentru o perioadă de 40 de ani, dar diferența nu era fixă, ci se schimba la fiecare 4 ani. Pentru a face lucrurile și mai complicate, sistemul nu a fost corect folosit, iar zilele care ar fi trebuit excluse din anii 1704 și 1708 au rămas din motiv necunoscute în calendar. Regele Carol al XII-lea a recunoscut ineficiența sistemului și a hotărât abandonarea lui. Din cauza complicațiilor apărute, s-a hotărât revenirea la calendarul iulian și introducerea unei zile suplimentare unice, 30 februarie, în anul 1712. Suedia a hotărât trecerea la calendarul gregorian în mod definitiv abia în anul 1753, când 17 februarie a devenit 1 martie.
În Rusia calendarul gregorian a fost acceptat după Revoluția din Octombrie printr-un decret al Sovietului Comisarilor Poporului din 24 ianuarie 1918, care făcea ca ziua de 31 ianuarie să fie urmată de 14 februarie 1918.
În Regatul României calendarul pe stil nou a fost introdus în anul 1919 de guvernul condus de Ion I. C. Brătianu. Astfel, în Vechiul Regat data de 1 aprilie 1919 a devenit data de 14 aprilie 1919. În Transilvania calendarul gregorian fusese introdus în anul 1590, iar în Bucovina în anul 1773.
În Grecia acest calendar a fost adoptat în 1924.
Această măsură nu a fost adoptată și de bisericile ortodoxe răsăritene. În loc de aceasta, în mai 1923, a fost propus un calendar iulian revizuit care tăia 13 zile ale acelui an și adopta o nouă regulă pentru anii bisecți care făcea ca să nu fie nici o diferență între cele două calendare până în anul 2800. Bisericile ortodoxe din Grecia, Bulgaria, România, Polonia și altele din zona est-mediteraneană (Constantinopol, Alexandria, Antiohia și Cipru) au adoptat calendarul iulian revizuit. Aceste biserici, care folosesc noul calendar, vor sărbători Crăciunul împreună cu bisericile occidentale pe data de 25 decembrie a calendarului gregorian până în anul 2800. Bisericile ortodoxe din Rusia, Serbia, Ierusalim și câțiva episcopi din Grecia nu au acceptat calendarul iulian revizuit și vor continua să sărbătorească Nașterea lui Cristos pe data de 25 decembrie a calendarului iulian – 7 ianuarie în calendarul gregorian, până în anul 2100. Toate celelalte biserici răsăritene, care nu sunt ortodoxe, (bisericile coptă, etiopiană, nestoriană, siriacă și armenească), vor continua să folosească propriile lor calendare. Toate bisericile răsăritene continuă să sărbătorească Paștele iulian, cu excepția Bisericii Ortodoxe Finlandeze, care a adoptat paștele gregorian.
Republica China a adoptat în mod formal calendarul gregorian la proclamarea sa din 1 ianuarie 1912 dar, în curând, țara s-a prăbușit într-o epocă a dictaturilor militare, fiecare dictator folosind alt calendar. Unificarea Chinei sub autoritatea Kuomintang din octombrie 1928 a făcut ca, efectiv, prima zi a anului 1929 să fie 1 ianuarie a calendarului gregorian. Totuși, în Republica China a fost menținută numerotarea tradițională a lunilor și un Sistem al Erelor modificat, hotărând că primul an al Republicii Chineze a fost 1912. Acest sistem mai este folosit în Taiwan, unde s-a refugiat guvernul naționalist al Republicii Chineze. De la proclamarea sa din 1949, Republica Populară Chineză continuă să folosească calendarul gregorian cu lunile numerotate, dar cu anii denumiți în felul european.
Japonia a înlocuit calendarul tradițional cu calendarul gregorian pe 1 ianuarie 1873 dar, la fel ca și China, a continuat să numeroteze lunile și a folosit numele împăraților în locul Anno Domini („Anul Domnului”, adică, după Hristos): Meiji 1=1868, Taisho 1=1912, Showa 1=1926 și Heisei 1=1989. Numerotarea anilor în stil occidental (西暦, seireki) este însă practicată în egală măsură, inclusiv de unele agenții guvernamentale.

## Extinderea calendarului gregorian
Calendarul gregorian poate fi extins înapoi în timp, dacă este nevoie, la date la care era oficial calendarul iulian, folosind așa-numitul calendar gregorian extins. Însă acest tip de calendar trebuie folosit cu mare precauție.
În mod normal, datele evenimentelor petrecute înainte de 15 octombrie 1582 ar trebui să apară în forma lor iuliană și nu ar trebui transformate în echivalentele lor gregoriene.
Datele evenimentelor care s-au produs în țări în care calendarul gregorian a fost introdus după data de 4 octombrie 1582 sunt puțin mai problematice. De exemplu, în Marea Britanie și posesiunile sale (inclusiv coloniile americane), noul calendar nu a fost introdus decât pe 14 septembrie 1752. Cum se pot data evenimentele apărute în perioada de 170 de ani dintre 1582 și 1752? Răspunsul depinde foarte mult de context, dar pentru fiecare caz trebuie văzut clar care dintre cele două calendare este folosit. Ar fi absurd să se meargă înapoi în timp și să se schimbe datele tuturor evenimentelor istorice din această perioadă. Totuși, este deseori recomandabil să se coreleze anumite date de pe "stil vechi" în date echivalente pe "stil nou", în cazul în care evenimentele respective trebuie corelate cu altele petrecute în țări în care se introdusese deja calendarul gregorian .
Dacă se utilizează calendare diferite pentru comparații, putem avea parte de imposibilități logice, precum aceea a venirii la Londra a Mariei și a lui William de Orania mai înainte de a părăsi Olanda, sau aceea a decesului lui Shakespeare și al lui Cervantes în aceeași zi (23 aprilie 1616), când, de fapt, Cervantes a murit cu zece zile înaintea lui Shakespeare. Aparenta coincidență a fost acceptată de UNESCO pentru a marca ziua de 23 aprilie ca „Ziua Internațională a Cărții”.
De asemenea, trebuie avut în vedere că atât calendarul extins gregorian cât și cel iulian nu au anul 0, folosind în schimb anii 1, 2, … atât pentru anii de dinainte de Hristos (î.Hr.) cât și pentru cei ai erei creștine (d.Hr.). De aceea, cronologia general acceptată este: … 2 î.Hr., 1 î.Hr., 1 d.Hr., 2 d.Hr. etc. Standardul ISO 8601 folosește numerotarea anului astronomic, care include un an 0 și ani sub formă negativă și pozitivă. De aceea, succesiunea anilor conform standardului ISO 8601 este -0002, -0001, 0000, 0001, 0002.

## Confuzii ale folosirii calendarului în Marea Britanie și America
Datele evenimentelor petrecute în Marea Britanie înainte de 1752 sunt arătate în mod normal în forma lor originală (stil vechi), în timp ce datele evenimentelor petrecute în America (britanică) înainte de 1752 sunt prezentate de obicei conform calendarului gregorian (stil nou).
- De exemplu, Shakespeare a murit pe 23 aprilie (stil vechi), și doar rareori se întâmplă ca această dată să fie transformată în 3 mai (stil nou). Dar, deși George Washington s-a născut pe 11 februarie (stil vechi), ziua sa de naștere este sărbătorită în zilele noastre pe 22 februarie (stil nou).

Totuși, nici una dintre practicile de mai sus nu este universal acceptată în toate țările, iar uneori este neclar ce calendar se folosește și asta poate duce la premise false, care pot duce la date transpuse incorect dintr-un calendar în altul. Odată cu creșterea interesului pentru istoria calendarului, apar mai multe informații despre datele reale ale evenimentelor și erorile vechi pot fi corectate.

## Lunile anului
Anul gregorian este împărțit în 12 luni.
| Număr | Nume       | Nume popular românesc | Lungime în zile |
| ----- | ---------- | --------------------- | --------------- |
| 1     | Ianuarie   | Gerar / Cărindar      | 31              |
| 2     | Februarie  | Făurar                | 28 sau 29       |
| 3     | Martie     | Mărțișor              | 31              |
| 4     | Aprilie    | Prier                 | 30              |
| 5     | Mai        | Florar                | 31              |
| 6     | Iunie      | Cireșar               | 30              |
| 7     | Iulie      | Cuptor                | 31              |
| 8     | August     | Gustar                | 31              |
| 9     | Septembrie | Răpciune              | 30              |
| 10    | Octombrie  | Brumărel              | 31              |
| 11    | Noiembrie  | Brumar                | 30              |
| 12    | Decembrie  | Undrea / Îndrea       | 31              |

## Precizia calendarului gregorian
Calendarul gregorian îmbunătățește aproximația făcută de calendarul iulian prin neluarea în calcul a trei ani bisecți iuliani la fiecare 400 de ani, rezultând un an mediu de 365,242503 zile medii solare, ceea ce este o aproximație satisfăcătoare (cu o eroare de 1 zi la 3300 ani) a anului tropic de 365,242187 zile, dar mai puțin de o jumătate de zi prin comparație cu anul echinocțiului de primăvară de 365,24235 zile. Amândouă aprecierile sunt mult mai precise decât cea iuliană, care are o eroare de 1 zi la 128 de ani, rezultând din aproximarea anului ca având 365,250003 zile.
Pe o perioadă de mai multe mii de ani, calendarul gregorian va rămâne în urma anotimpurilor din cauza scăderii vitezei de rotație a Pământului, care face ca durata zilei să crească în timp (vezi și accelerația de maree și secunda în plus), în timp ce anul își păstrează durata constantă. Echinocțiul va apărea mai devreme cu un număr de zile egal cu [anul în viitor/5000]2. Această problemă este valabilă pentru oricare versiune de calendar, inclusiv pentru cel gregorian.

## Eroarea calendarului solar
Această imagine arată rămânerea în urmă a calendarului gregorian față de anotimpuri.
Axa Y este cea a "erorilor zilelor" iar X reprezintă anii calendarului gregorian.
Fiecare punct reprezintă o singură dată într-un an. Eroarea se mută cu aproximativ un sfert de zi pe an. Anii care sunt multipli de 100 dar nu sunt și multipli de 400 nu sunt ani bisecți. Asta face să apară o corecție pentru anii 1700, 1800, 1900, 2100, 2200 și 2300.
Această corecție face ca 23 decembrie 1903 să fie cel mai târziu solstițiu de iarnă, iar 20 decembrie 2093 să fie cel mai matinal solstițiu - 2.25 zile de variație comparat cu fenomenul natural.

## Numismatică
Cu ocazia împlinirii a 100 de ani de la adoptarea Calendarului gregorian de către România, Banca Națională a României a pus în circulație, în atenția numismaților, o monedă comemorativă de argint, cu valoarea nominală de 10 lei, cu titlul de 999‰, începând din 1 aprilie 2019. Moneda este rotundă, are diametrul de 37 mm, greutatea de 31,103 g, iar cantul monedei este zimțat, întregul tiraj al emisiunii, de 300 de monede, fiind de calitate proof.